# Шепитько, Владимир Фёдорович
Владимир Фёдорович Шепитько (28 ноября 1968) — советский и российский футболист, нападающий.

## Биография
Начал выступать в соревнованиях мастеров в 1989 году в составе рубцовского «Торпедо» во второй лиге. В последнем сезоне первенства СССР играл за «Томь», затем вернулся в Рубцовск и много лет выступал за местное «Торпедо» во втором дивизионе России.
В начале 2000 года выступал за «Жетысу», сыграл 6 матчей в высшей лиге Казахстана. Дебютный матч сыграл 16 апреля 2000 года против «Жениса».
После возвращения из Казахстана снова выступал за «Торпедо» (Рубцовск) в любительских соревнованиях и во втором дивизионе. Всего на профессиональном уровне за «Торпедо» в первенствах СССР и России сыграл 268 матчей.
В конце карьеры играл за другие любительские команды Рубцовска, также участвовал в ветеранских и ведомственных соревнованиях.